# Мец-Парни
Мец-Парни́ (арм. Մեծ Պարնի) — село в Лорийской области Армении. Находится неподалёку от города Спитак, где произошло землетрясение в 1988 году. Оно коснулось и этого села, в результате чего были разрушены практически все сооружения села.
В селе действует 1 средняя школа.

## Известные уроженцы
- Давоян, Размик Никогосович — армянский писатель
- Мелконян, Ваган Мгерович — армянский государственный деятель
- Карапет Мкртичевич Эминян — доцент, кандидат физико-математических наук
- Коцинян, Михаил Ервандовичн — армянский вирусолог, доктор медицинских наук.
- Мугнецян, Гегам Минаевич  (1921-2003) — советский хозяйственный, государственный и политический деятель.